# 林默予
林默予（1924年7月1日—2020年7月1日），女，北京人，中国电影表演艺术家。因在电影《红楼梦》中饰演贾母而被观众所熟知，并因此获得了1990年中国电影金鸡奖最佳女配角和1990年大众电影百花奖最佳女配角。